# Architendipes
Architendipes is een uitgestorven geslacht van insecten uit de familie van de glansmuggen. De wetenschappelijke naam van het geslacht werd voor het eerst geldig gepubliceerd in 1985 door Kalugina.

## Soorten
- † Architendipes tshernovskiji Rohdendorf, 1962
  - = Palaeotendipes alexii Rohdendorf, 1962